# Ironman Switzerland
Ironman Switzerland ist der Name einer seit 1997 jährlich im Juli stattfindenden Triathlon-Sportveranstaltung über die Ironman-Distanz (3,86 km Schwimmen, 180,2 km Radfahren und 42,195 km Laufen) in der Schweiz. Er wurde seit 1997 in der Stadt Zürich und Umgebung ausgetragen und für 2020 nach Thun verlegt.

## Organisation
Im Oktober 1982 zählte der Zürcher Grafiker René Friedli neben Manuel Debus und Detlef Kühnel zu den ersten Europäern, die am Ironman Hawaii teilnahmen. Nachdem Friedli in 12:57:11 Stunden auf Hawaii ins Ziel gelaufen war, beschäftigte ihn der Gedanke, selbst eine solche Veranstaltung zu organisieren. Am 23. Juli 1983 veranstaltete er den ersten Swiss Triathlon in Zürich mit 66 Finishern über original Distanz des Ironman Hawaii und 1/3 und 2/3 Distanzen, der damit der zweite europäische Langdistanz-Triathlon nach dem Triathlon de Nice der IMG am 20. November 1982 war. Bei der Folgeaustragung 1984 wurde die 1000-Teilnehmerzahl überschritten, 1985 wurde die Veranstaltung zum dritten Mal ausgetragen. In den Folgejahren kam es zwar wiederholt zu Ankündigungen, die aber aus Mangel an Teilnehmer durch die Konkurrenzveranstaltung Trans Swiss Triathlon abgesagt wurde.

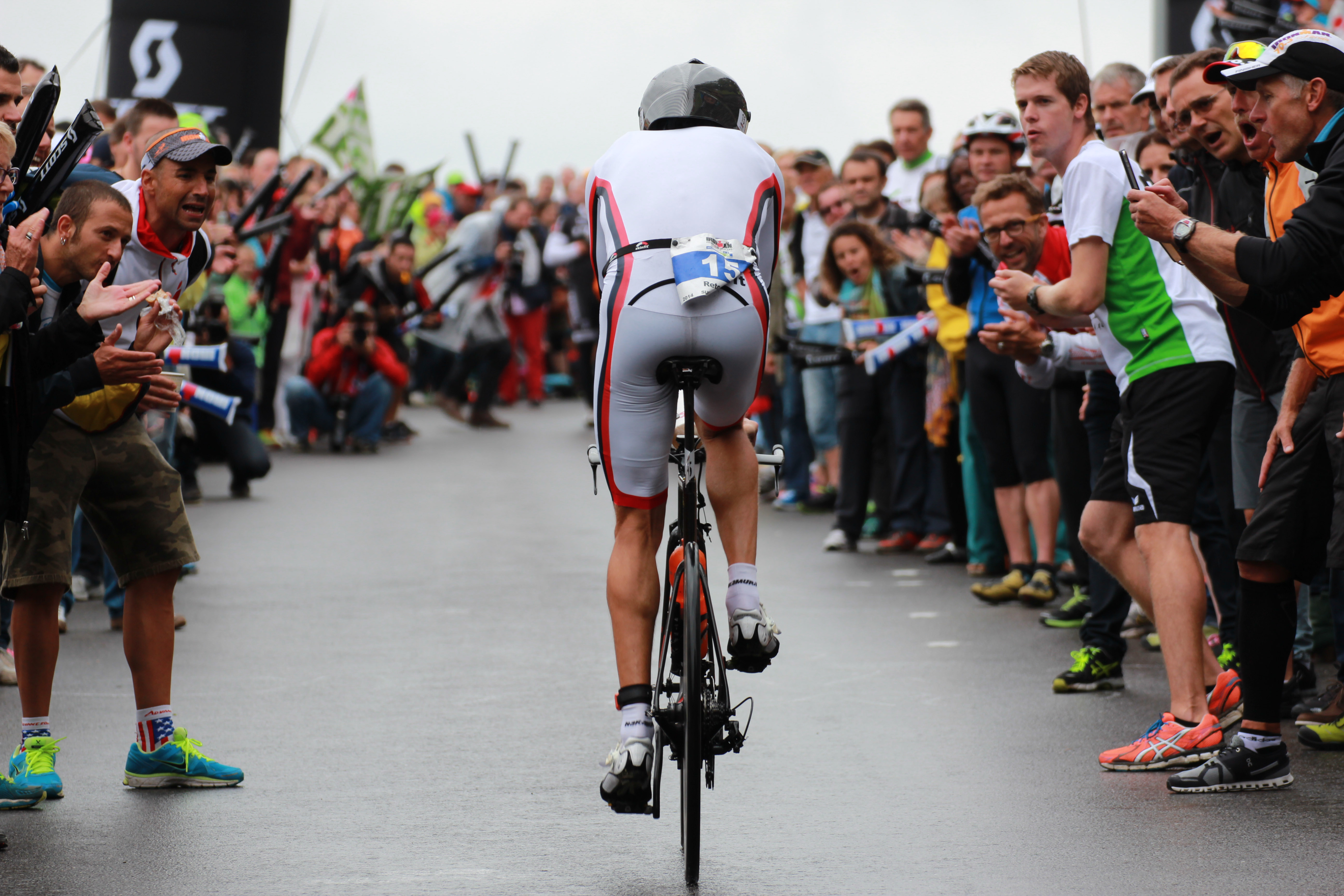
Die 18-prozentige Steigung am Heart Break Hill bei Kilchberg ist einer der Stimmungsnester beim Ironman Switzerland

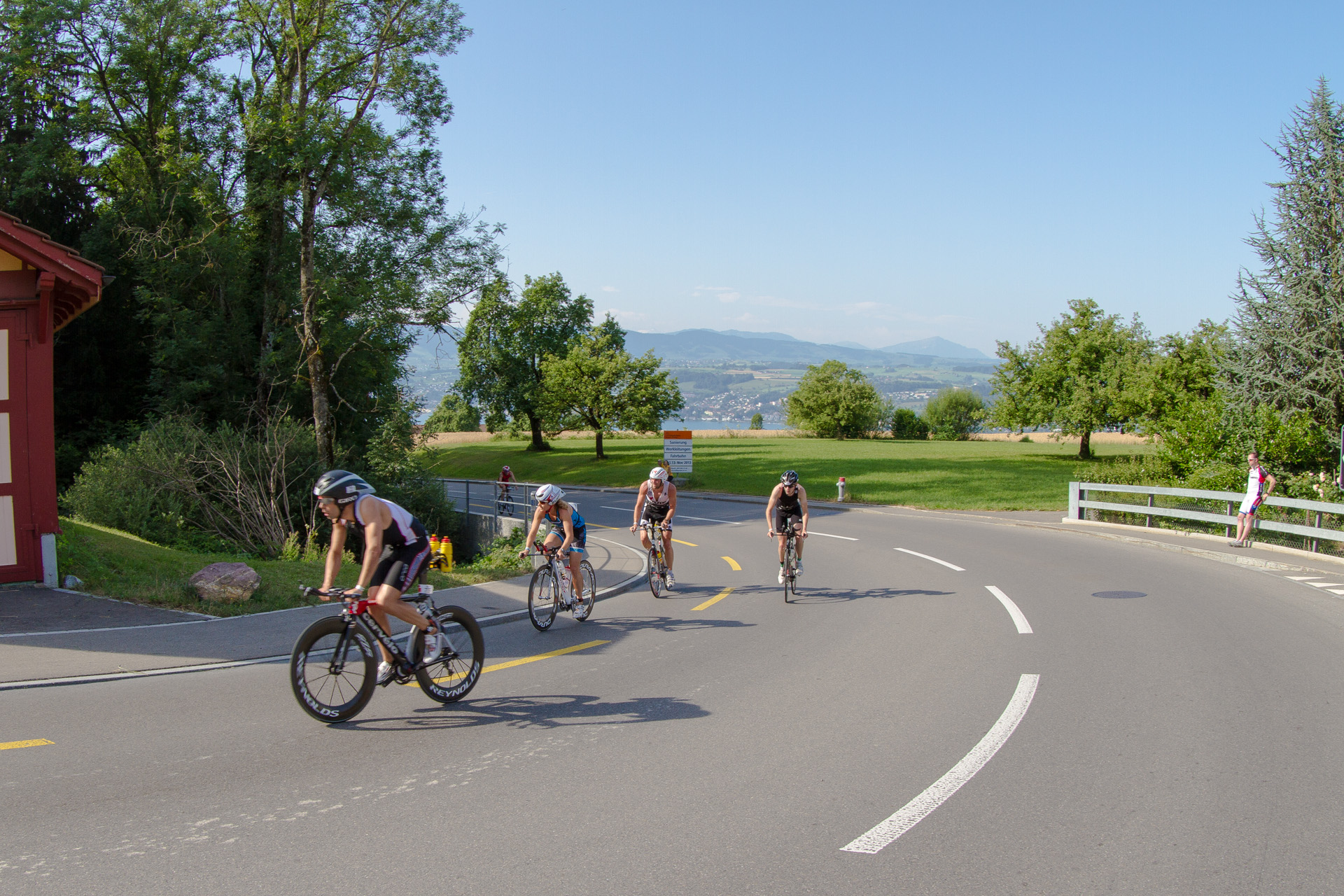
Radstrecke bei Uetikon am See

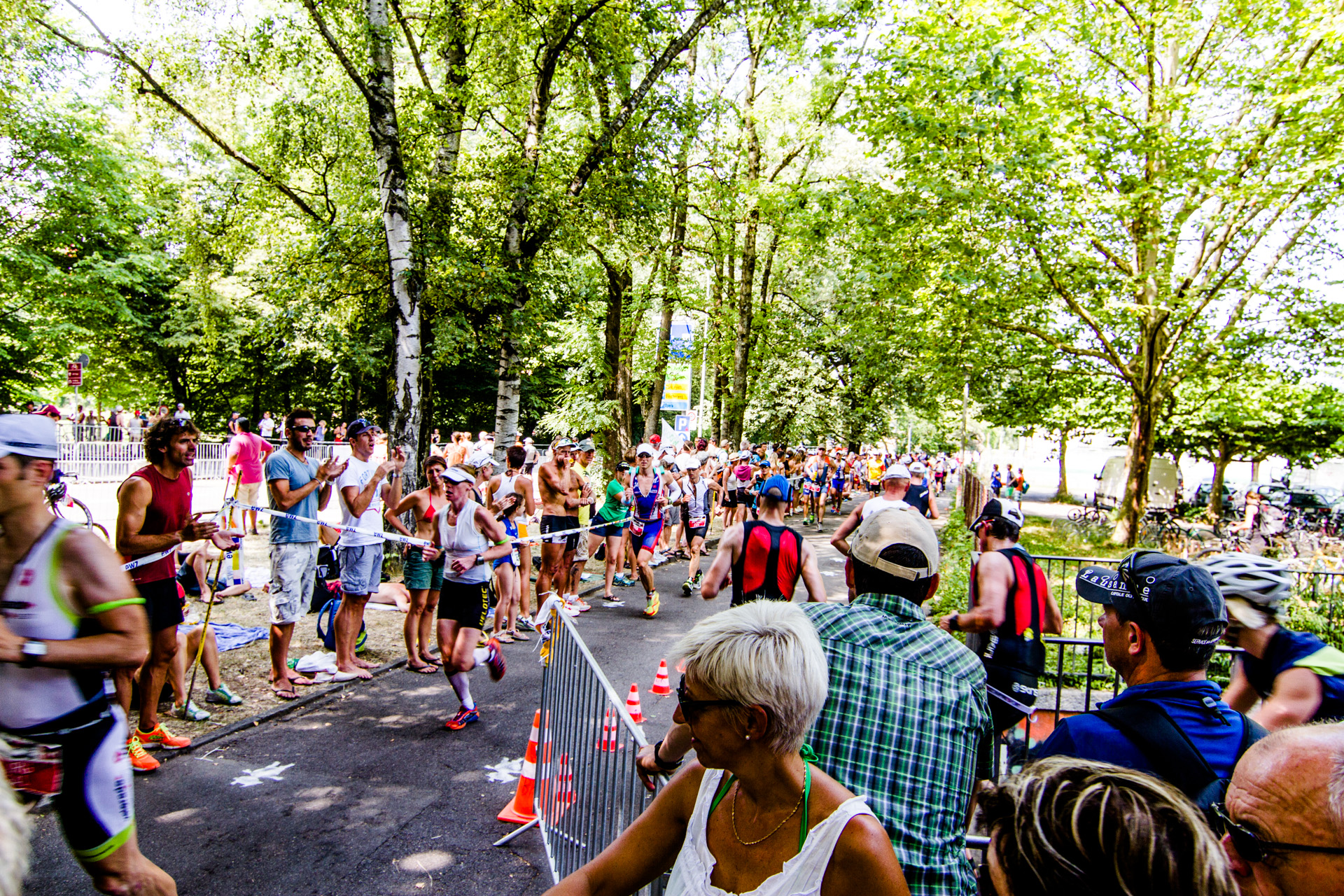
Laufstrecke in der Nähe der Landiwiese

Am 1. August 1995 wurde dann von Peter Boll, 1985 einer der Gründer des Schweizer Triathlonverbandes, und Martin Koller, 1990 dessen erster hauptamtlicher Geschäftsführer, unter dem Namen „Euroman Zürich“ wieder ein Triathlon über die Ironman-Distanz organisiert, erstmals in der Schweiz vergaben die beiden auch fünfundzwanzig Startplätze für den Ironman Hawaii an die schnellsten Athleten der einzelnen Altersklassen.
Bei der zweiten Auflage des Euroman am 11. August 1996 standen sogar vierzig Qualifikationsplätze für Hawaii bereit, die Hälfte der Top 20 des Ironman Hawaii von 1995 stand in Zürich am Start, Eurosport berichtete im Fernsehen mit Mark Allen als Co-Kommentator über die Veranstaltung. Wie schon 1995 war zusätzlich zur Langdistanz ein Wettbewerb über die olympische Distanz in die Veranstaltung integriert.
Boll und Koller beziehungsweise deren 1995 gegründete Firma BK Sportpromotions AG erwarben anschließend über einen Vertrag mit dem amerikanischen Unternehmen World Triathlon Corporation (WTC) auch das Recht zur Nutzung deren Markenzeichens „Ironman“ im Veranstaltungsnamen.
Am 3. August 1997 fand die Veranstaltung damit erstmals unter dem Namen Ironman Switzerland statt, bei der mit 60.000 US$ Preisgeld dotierten Veranstaltung standen bekannte Triathleten wie Alexander Taubert, Gewinner 1995 und 1996, Wolfgang Dittrich (Dritter beim Ironman Hawaii 1993), dem Duathlon-Weltmeister von 1994 Normann Stadler bei seinem Ironman-Debüt, Scott Tinley als Gewinner in Hawaii 1982 und 1985, Tony DeBoom und Uwe Widmann am Start. Bei den Frauen zählten die Roth-Siegerin von 1996 und Vorjahres-Fünfte in Hawaii Ute Mückel sowie die Siegerin des Ironman Japan 1995 und 1996, Heather Fuhr, Ariane Gutknecht und die Australierin Robyn Roocke zu den Favoriten. Insgesamt 740 Triathleten kämpften um die jetzt auf sechzig Startplätze angehobenen Qualifikationsplätze für Hawaii.
2002 initiierten Boll und Koller auch gemeinsam mit dem Frankfurter Druckingenieur Kurt Denk, der mit seiner 1989 gegründeten Agentur Hawaii Holiday Service seit 1995 die Reise von Hunderten von Triathleten und deren Angehörigen zum Ironman Hawaii organisierte, den Ironman Germany in Frankfurt, bis sie 2005 ihre Anteile an dessen Veranstalter Xdream an Denk verkauften.
Derweil hatte sich der Ironman Switzerland inklusive eines Sprint-Triathlons am Vortag sowie des IronKids-Rennens auf 5500 Teilnehmer im Jahr 2006 entwickelt, mittlerweile wurden 75 Hawaii-Startplätze in Zürich vergeben. Ab 2007 organisierte BK Sportpromotions zusätzlich in Rapperswil-Jona den Ironman 70.3 Switzerland über die Hälfte der Distanz des Ironman Switzerland.
Als 2008 die WTC durch ein Private-Equity-Unternehmen übernommen wurde, änderte diese ihre Strategie, die Nutzung ihres geschützten Markenzeichens „Ironman“ nicht mehr nur unabhängigen Veranstaltern gegen Zahlung einer Lizenzgebühr zu gestatten, sondern selbst – neben dem Ironman Hawaii auch weitere – Triathlon-Wettkämpfe zu organisieren.
Entsprechend kaufte sie 2009 Peter Boll und Martin Koller ihre Firma ab und organisiert den Ironman Switzerland seither in eigener Verantwortung. 2015 wanderte der Veranstalter in den Besitz des chinesischen Investors Dalian Wanda, der zuvor auch bereits den Schweizer Sportvermarkter Infront Sports & Media aufgekauft hatte.
Bei der 17. Austragung des Ironman Switzerland 2013 konnte der Schweizer Ronnie Schildknecht den Ironman Switzerland bereits zum siebten Mal in Folge für sich entscheiden. Eine derartige Serie war zuvor weltweit noch keinem Athleten bei einem Ironman-Rennen gelungen.
Der Teilnehmerrekord beim Ironman Switzerland wurde 2014 mit 2655 Anmeldungen erreicht. Die Zahl der in Zürich vergebenen Qualifikationsplätze für den Ironman Hawaii wurde allerdings zwischenzeitlich auf vierzig reduziert. Profi-Triathleten, die die insgesamt 50'000 US$ Preisgeld in Zürich kämpfen, können sich über das Kona Pro Ranking System für den mit 650'000 US$ dotierten Ironman Hawaii qualifizieren, die Sieger erhalten 2000 Punkte in Zürich. Zum Vergleich: Am meisten Punkte gibt es auf Hawaii (8000), jeweils 4000 Punkte werden u. a. beim Ironman Germany und beim Ironman Texas vergeben. Die meisten anderen Ironman-Rennen über die volle Distanz vergeben entweder 1000 oder 2000 Punkte für einen Sieg.
Die 20. Austragung fand hier am 24. Juli 2016 statt und Daniela Ryf setzte mit ihrer Siegerzeit von 8:53:49 h einen neuen Streckenrekord.
2020 sollte die Austragung des zweitältesten Ironman-Events (nach dem Ironman Lanzarote, seit 1992) und des ältesten auf dem europäischen Festland von Zürich in die Stadt Thun im Kanton Bern verlegt werden. Die ursprünglich für den 12. Juli 2020 geplante 24. Austragung musste Ende April im Rahmen der Ausbreitung der Coronavirus-Pandemie abgesagt und auf den 11. Juli 2021 angesetzt werden.
Der Ironman wurde nach einer nochmaligen Verschiebung am 5. September 2021 erstmals in Thun ausgetragen. Die Schwimmstrecke in Thun musste aus technischen Gründen auf drei Kilometer verkürzt werden.
2022 konnte Daniela Ryf ihren Titel aus dem Vorjahr erfolgreich verteidigen und gewann zum vierten Mal den Ironman Switzerland. Im Männerfeld waren keine Profi-Athleten am Start.
2024 waren hier keine Profi-Athleten am Start.

## Streckenverlauf (Zürich, bis 2019)
- Die für 2016 neu gestaltete Schwimmetappe über 3,86 km verläuft in Form eines „M“ im Zürichsee mit Ziel auf der Landiwiese, Zürichs Ausstellungs- und Kulturwiese zwischen dem Strandbad Mythenquai und der Werft der Zürichsee-Schiffahrtsgesellschaft. Der Start wird 2016 erstmals als Rolling Start erfolgen: Die Amateure erhalten jeweils in Gruppen von einem halben Dutzend Athleten gleichzeitig die Startfreigabe, die individuelle Wettkampfzeit wird mittels Transpondern und zu überlaufender Zeitnahmematten gemessen. Vorteil dieser Maßnahme ist, dass hierdurch die Teilnehmer frühzeitig entzerrt werden und so Pulkbildung auf der Radstrecke vermieden wird. Nachteil ist, dass aus der Reihenfolge des Zieleinlaufs nicht auf die Reihenfolge in der Wertung geschlossen werden kann.

- Die Radstrecke über 180,2 km ist ein Kurs über zwei Runden, der zunächst Richtung Rapperswil am Zürichsee entlang und am Greifensee vorbei zurück nach Zürich sowie einem für Zuschauer spektakulären Anstieg am Heartbreak Hill in Kilchberg führt, jede Runde umfasst ca. 630 hm.

- Auch die Laufstrecke über die Marathon-Distanz wurde für 2016 teilweise umgestaltet und beinhaltet jetzt eine zusätzliche Schleife durch die hochmittelalterlichen Steinbauten aus dem 13. Jahrhundert im historischen Stadtkern an der Limmat. Insgesamt sind vier Runden entlang des westlichen und nördlichen Ufers rund um das Zürcher Seebecken zu laufen. Start und Ziel ist wiederum auf der Landiwiese.

## Siegerliste

### Ironman Switzerland (seit 1997)
| N ° | Datum/Jahr    | Männer                                  | Männer                                  | Männer                                  | Frauen                                  | Frauen                                  | Frauen                                  |
| N ° | Datum/Jahr    | Erster Platz                            | Zweiter Platz                           | Dritter Platz                           | Erster Platz                            | Zweiter Platz                           | Dritter Platz                           |
| --- | ------------- | --------------------------------------- | --------------------------------------- | --------------------------------------- | --------------------------------------- | --------------------------------------- | --------------------------------------- |
| 28  | 24. Aug. 2025 |                                         |                                         |                                         |                                         |                                         |                                         |
| 27  | 7. Juli 2024  | Pascal Franken                          | Nicola Christaens                       | Juriaan Schuring                        | Georgina Gadient                        | Jannine Köppel                          | Nina Meier                              |
| 26  | 9. Juli 2023  | Jan van Berkel -4- (SR)                 | Leonard Arnold                          | Andrea Salvisberg                       | Kyra Meulenberg                         | Livia Eggler                            | Laura Kessler                           |
| 25  | 10. Juli 2022 | Leif Schröder-Groeneveld                | Bert Jammaer                            | Andrew Woodroffe                        | Daniela Ryf -4-                         | Alexandra Tondeur                       | Heini Hartikainen                       |
| 24  | 5. Sep. 2021  | Jan van Berkel -3-                      | Joe Skipper                             | Ruedi Wild                              | Daniela Ryf -3-                         | Petra Eggenschwiler                     | Kristin Liepold                         |
|     | 2020          | aufgrund der COVID-19-Pandemie abgesagt | aufgrund der COVID-19-Pandemie abgesagt | aufgrund der COVID-19-Pandemie abgesagt | aufgrund der COVID-19-Pandemie abgesagt | aufgrund der COVID-19-Pandemie abgesagt | aufgrund der COVID-19-Pandemie abgesagt |
| 23  | 21. Juli 2019 | Jan van Berkel -2-                      | Sven Riederer                           | Cyril Viennot                           | Katrin Esefeld                          | Stephanie Kuhnert                       | Daniela Schwarz                         |
| 22  | 29. Juli 2018 | Jan van Berkel                          | David Pleše                             | Cameron Wurf                            | Kaisa Sali                              | Skye Moench                             | Annabel Luxford                         |
| 21  | 30. Juli 2017 | Nick Kastelein                          | Ruedi Wild                              | Jan van Berkel                          | Céline Schärer                          | Tine Holst                              | Martina Kunz                            |
| 20  | 24. Juli 2016 | Ronnie Schildknecht -9-                 | Timo Bracht                             | Jan van Berkel                          | Daniela Ryf -2- (SR)                    | Emma Bilham                             | Michaela Herlbauer                      |
| 19  | 19. Juli 2015 | Ronnie Schildknecht -8-                 | Jan van Berkel                          | Alessandro Degasperi                    | Beth Gerdes                             | Mary Beth Ellis                         | Mareen Hufe                             |
| 18  | 27. Juli 2014 | Boris Stein                             | David Pleše                             | Marek Jaskolka                          | Daniela Ryf                             | Natascha Badmann                        | Sonja Tajsich                           |
| 17  | 28. Juli 2013 | Ronnie Schildknecht -7-                 | Iván Raña                               | Per Bittner                             | Anja Beranek                            | Céline Schärer                          | Erika Csomor                            |
| 16  | 15. Juli 2012 | Ronnie Schildknecht -6-                 | Jan van Berkel                          | Mathias Hecht                           | Erika Csomor                            | Bella Bayliss                           | Simone Brändli                          |
| 15  | 10. Juli 2011 | Ronnie Schildknecht -5-                 | Clemente Alonso McKernan                | Mathias Hecht                           | Karin Thürig -3-                        | Amy Marsh                               | Erika Csomor                            |
| 14  | 25. Juli 2010 | Ronnie Schildknecht -4-                 | Swen Sundberg                           | Mike Aigroz                             | Karin Thürig -2-                        | Heleen bij de Vaate                     | Monika Lehmann                          |
| 13  | 12. Juli 2009 | Ronnie Schildknecht -3-                 | Stefan Riesen                           | Torsten Abel                            | Sibylle Matter -2-                      | Monika Lehmann                          | Lisbeth Kristensen                      |
| 12  | 13. Juli 2008 | Ronnie Schildknecht -2-                 | Stefan Riesen                           | Frank Vytrisal                          | Sibylle Matter                          | Kathrin Pätzold                         | Caroline Steffen                        |
| 11  | 24. Juni 2007 | Ronnie Schildknecht                     | Mathias Hecht                           | József Major                            | Rebecca Preston -2-                     | Sibylle Matter                          | Alison Fitch                            |
| 10  | 2. Juli 2006  | Stefan Riesen                           | Mathias Hecht                           | Gerrit Schellens                        | Rebecca Preston                         | Nicole Klingler                         | Michaela Giger                          |
| 09  | 17. Juli 2005 | Christoph Mauch                         | Olivier Bernhard                        | Mitchell Anderson                       | Karin Thürig                            | Ewa Dederko                             | Martina Lang                            |
| 08  | 25. Juli 2004 | Olivier Bernhard -5-                    | Normann Stadler                         | Christoph Mauch                         | Yvonne Krömker                          | Wenke Kujala                            | Sonja Heubach                           |
| 07  | 27. Juli 2003 | Olivier Bernhard -4-                    | Stefan Riesen                           | Christoph Mauch                         | Ariane Gutknecht                        | Yvonne Krömker                          | Ute Mückel                              |
| 06  | 21. Juli 2002 | Olivier Bernhard -3-                    | Christoph Mauch                         | René Rovera                             | Beth Zinkand                            | Jane Fardell                            | Ariane Gutknecht                        |
| 05  | 5. Aug. 2001  | Péter Kropkó -2-                        | Christoph Mauch                         | Stefan Riesen                           | Silvia Vaupel                           | Angela Milne                            | Ariane Gutknecht                        |
| 04  | 6. Aug. 2000  | Olivier Bernhard -2-                    | Péter Kropkó                            | Paul Kemper                             | Tara-Lee Marshall                       | Robyn Roocke                            | Ariane Gutknecht                        |
| 03  | 1. Aug. 1999  | Péter Kropkó                            | Olivier Bernhard                        | Rolf Lautenbacher                       | Dolorita Fuchs-Gerber                   | Tara-Lee Marshall                       | Louise Davoren                          |
| 02  | 2. Aug. 1998  | Olivier Bernhard                        | Christophe Buquet                       | Péter Kropkó                            | Heather Fuhr                            | Ariane Gutknecht                        | Bárbara Buenahora                       |
| 01  | 3. Aug. 1997  | Pierre-Alain Frossard                   | Alexander Taubert                       | Dirk Van Gossum                         | Ute Mückel                              | Ariane Gutknecht                        | Heather Fuhr                            |

### Euroman Zürich (1995–1996)
| Jahr          | Erster Platz          | Zweiter Platz    | Dritter Platz |
| ------------- | --------------------- | ---------------- | ------------- |
| 11. Aug. 1996 | Alexander Taubert -2- | Olivier Bernhard | Jean Moureau  |
| 1. Aug. 1995  | Alexander Taubert     |                  |               |

| Jahr | Erster Platz       | Zweiter Platz    | Dritter Platz |
| ---- | ------------------ | ---------------- | ------------- |
| 1996 | Heike Funk         | Ariane Gutknecht | Katja Mayer   |
| 1995 | Conny Schmiedehaus |                  |               |

### Swiss Triathlon (1983–1985)
| Jahr          | Erster Platz          | Zweiter Platz | Dritter Platz |
| ------------- | --------------------- | ------------- | ------------- |
| 1985          | Carl Kupferschmid -3- |               |               |
| 1984          | Carl Kupferschmid -2- |               |               |
| 23. Juli 1983 | Carl Kupferschmid     |               |               |

| Jahr | Erster Platz | Zweiter Platz | Dritter Platz |
| ---- | ------------ | ------------- | ------------- |
| 1985 |              |               |               |
| 1984 |              |               |               |
| 1983 |              |               |               |